# Ногайська вулиця (Мелітополь)
Вулиця Ногайська — вулиця в Мелітополі.

## Історія
До 1929 року вулиця носила назву Федорівська. В період з 1929—2016 рр. вулиця носила назву, на честь радянського діяча Олександра Цюрупи. У 2016 році в рамках закону про декомунізацію вулиця Цюрупи була перейменована на вулицю Ногайську.
7 квітня 2023 року, під час Російського вторгнення в Україну, російська окупаційна влада Мелітополя видала наказ про переменування вулиці на вулицю Михайла Кравця, на честь Михайла Дементійовича Кравця (1923—1975), уродженця Запорізької області, старшини Радянської Армії, учасника Другої світової війни, Героя Радянського Союзу. Цю назву окупаційна влада передала Ногайській вулиці від вулиці Михайла Кравця, якій повернули її стару назву Ленінградська.
Перехресні вулиці
До вулиці Ногайської прилучається вулиця Володимира Тимошенка, Лінійна та 4-й провулок Ногайський, 3-й провулок Ногайський.

## Цікаві факти
Вулиця носить назву на честь хана Ногая та народу ногайців, котрі проживали на території сучасної Запорізької області.